# Intervenção federal em Goiás em 1964
A intervenção federal em Goiás em 1964 foi a decisão do Governo Castelo Branco, então presidente do Brasil, em suprir a  autonomia político-administrativa do estado da referida unidade federativa, em 27 de novembro daquele supracitado ano. A decisão se deu ''devido a graves riscos à paz pública[...]'', conforme texto do Decreto Legislativo n.º 112/64. As causas políticas para tal ato se referem aos riscos de Mauro Borges Teixeira, então governador de Goiás, lançar-se à uma campanha presidencial em 1965, além da sua participação na Campanha da Legalidade. Ao contrário da Deposição de Miguel Arraes, o ato foi diferente, pois removeu um apoiador do Golpe de 1964, em consequência de seus posicionamentos partidários e à influência da linha-dura.

## Contexto

### Campanha da Legalidade
Mauro Borges, governador goiano, foi ao lado de Brizola o governador mais legalista. Declarou: "Não sou nem jamais fui comunista", mas, "[...] se a sucessão não ocorrer dentro do respeito à Constituição, Goiás estará pronto a lutar em defesa da ordem nacional". De perfil ideológico conciliador, oposto a guinadas ao radicalismo, caracterizou seu esforço como contrário ao estabelecimento de uma "ditadura militar retrógrada". Emitiu seu manifesto pela legalidade no dia 28. Respaldado por seu pai, o também político Pedro Ludovico Teixeira, pelo PSD e pela Assembleia Legislativa, centralizou a causa legalista goiana no Palácio das Esmeraldas, sede de seu governo. O Exército censurou a Brasil Central, emissora estadual empenhada na causa, e todas as comunicações do estado, mas a emissora foi então transferida para o palácio do governador, de onde também passou a operar um serviço de informações.
Oficial da reserva, Mauro Borges estabeleceu um Estado-Maior e liderou o planejamento para, se necessário, defender seu estado, levando em conta a logística e empregando a Polícia Militar do Estado de Goiás e voluntários. O Palácio das Esmeraldas foi dotado de um gerador. Cerca de cinco mil voluntários foram arregimentados em Goiânia para receber treinamento militar, formando o "Batalhão Tiradentes". Os armamentos disponíveis nas lojas foram requisitados e postos sob a custódia do Batalhão Anhanguera da Polícia Militar. Em articulação com o Rio Grande do Sul, a Varig preparou-se para aerotransportar armamentos e munição de Porto Alegre a Goiânia. Foram preparadas missões de engenharia para detonar as pontes em Itumbiara e Cristalina, por onde passavam, respectivamente, as estradas para São Paulo e Brasília. Diante da possibilidade do fechamento do Congresso, Goiânia foi oferecida como sede provisória, na chamada Operação Carrapato. Um carregamento de armas foi enviado à capital pelas estradas vicinais, pois as principais estavam sob o controle do Exército. Uma pista de pouso foi improvisada e protegida por guardas para um possível desembarque de Goulart, para o qual o avião do estado foi posto à disposição.

### Mudança ideológica, apoio ao golpe e avanço da linha-dura
No entanto, Mauro Borges começou sua aproximação à linha Sorbonne dos movimentos em contrariedade ao governo Goulart em 1964, utilizando especialmente argumentos anticomunistas contra João Goulart. O mesmo teria dito:
| “ | “[...] será a solução destruir o regime democrático e levantar a bandeira da República Popular do Brasil? [...] afirmo que não [...] precisamos de um governo com autoridade, forte [...]. É preciso que não se permita ao presidente João Goulart o uso das ditas reformas para seu continuísmo [...] aspiramos e lutaremos por um governo social economicamente justo, calcado em princípios cristãos. Queremos as reformas dentro da lei, queremos governo que, ao lado da iniciativa privada, socialmente justa, e com um planejamento global, dinamize todas as potencialidades de trabalho e riqueza, para que aumente a produção e distribua com equidade os seus frutos.” | ” |

Seu apoio ao Golpe de Estado no Brasil em 1964, levou-o à assunção do Comando Supremo da Revolução do Estado, conforme afirmação do Jornal O Popular, em 11 de abril do referido ano. O constante avanço da linha-dura brasileira, no entanto, começou uma rigidez maior nas perseguições internas e o aumento do extremismo assimilou Teixeira Borges ao comunismo. O início dessa perseguição se deu em maio, quando o coronel Danilo Darcy de Sá Mello foi enviado à unidade federativa para comandar o 10.º Batalhão de Caçadores. Sá Mello abriu uma série de inquéritos policiais militares, que abarcaram mais de 100 integrantes do governo estadual de Teixeira.
Em seguida, três secretários estaduais tiverem seus direitos políticos cassados, eram o da Educação e Cultura, padre Rui Rodrigues da Silva; o do Interior e Justiça, Wilson da Paixão; e o da Administração, deputado Valteno Cunha Barbosa; membros das mais importantes pastas governamentais. Um IPM foi instaurado contra o próprio governador, no qual o coronel Danilo acusou Mauro Borges de ser um comunista. Tal acusação levou Borges à solicitar ao presidente, marechal Humberto Castelo Branco, a mudança de comandante do BC. O ato foi atendido, sendo instaurado o general Riograndino Kruel, irmão de Amaury Kruel. 
Porém, a oposição da UDN, pressionou fortemente o investigador militar para depor Mauro Borges. A fomentação para tal ato, foi a preocupação dos militares linha-duras quanto ao Distrito Federal, seguido de um pequeno furto de armas de fogo em Anápolis, que foi dado como ''um ato contrarrevolucionário'', sendo considerado uma grave ameaça à Segurança nacional. O Supremo Tribunal Federal deliberou habeas corpus ao governador, declarando que este deveria ser julgado pela Assembleia Legislativa de Goiás.

## A intervenção

Militares do Exército durante a intervenção

Em 26 de novembro de 1964, o então Presidente do Brasil, Humberto Castelo Branco, decreta Intervenção federal sobre o estado de Goiás, no Decreto nº 55.082, de 26 de Novembro de 1964. No texto em que enviou ao Senado Federal do Brasil, justificou suas ações:
| “ | MENSAGEM 1'4.° 710, DE 1964 (Do Poder Executivo) Submete ao Congresso Nacional o ato de intervenção federal no Estado de Goiás. Senhores Membros do Congresso Nacional: Em declaração feita no dia 23 do corrente, tive oportunidade de advertir a Nação, sobre a situação anômala que se criara no Estado de Goiás, reveladora de graves riscos para a paz pública e a integridade nacional. Sentindo que era necessário dar remédio a tal anormalidade, resolvi lançar mão, não tanto no USO de uma faculdade, mas sobretudo no cumprimento de um dever, da medida constitucional de intervenção federal naquele Estado; e o fiz por meio do decreto junto que ora venho, nos termos do art. 10 da Constituição, submeter à aprovação do Congresso Nacional. | ” |

Avião do governo estadual interditado pela Aeronáutica

O ato foi aprovado no dia seguinte pelo Congresso Nacional do Brasil, sendo designado para o posto de interventor, o coronel Carlos de Meira Mattos que permaneceu na função por 45 dias até a eleição indireta de seu sucessor. Meira Mattos estabeleceu um processo criminal contra Mauro Borges, atendendo solicitações da oposição udenista.Pedro Ludovico Teixeira tentou, sem sucesso, uma ação militar para a manutenção do mandato do filho.
Em 7 de janeiro de 1965, a Assembleia Legislativa de Goiás decreta vacância no Governo do Estado de Goiás, no entanto, determina o arquivamento dos processos contra Mauro Borges. Em 10 de janeiro, foi eleito com 32 votos, o candidato do Governo Castelo Branco, coronel Emílio Rodrigues Ribas Júnior; contra 2 votos de Mauro Borges ; 1 voto para o deputado Benedito Vaz, e 4 votos brancos, liderados como protesto, pelo deputado estadual João Neto, do PSD, que declarou:
| “ | “Quando chegarmos ao nosso município irão perguntar: que tal é o candidato? É gordo, é magro, é claro, é moreno? Não. Votamos porque a espada apontou lá e votamos”. | ” |

A assunção de Emílio sucedeu-se de sua permanência no cargo até a posse de Otávio Lage de Siqueira, udenista e aliado da ditadura, eleito nas eleições estaduais em Goiás em 1965, as últimas eleições diretas para Governador de Goiás que ocorreriam nos 17 anos.